# Soo-Vovor
Soo-Vovor est une commune rurale située dans le département de Koper de la province de l'Ioba dans la région Sud-Ouest au Burkina Faso.

## Santé et éducation
Le centre de soins le plus proche de Soo-Vovor est le centre de santé et de promotion sociale (CSPS) de Babora tandis que le centre médical avec antenne chirurgicale (CMA) de la province se trouve à Dano.